# Les Chutes-de-la-Chaudière-Ouest
Pour les articles homonymes, voir Chaudière (homonymie).
Les Chutes-de-la-Chaudière-Ouest est un des trois arrondissements de la Ville de Lévis. Il a été créé le 1er janvier 2002.
Il regroupe les quartiers Saint-Étienne-de-Lauzon, Saint-Nicolas et Saint-Rédempteur